# Теорема Моро
Теорема Моро — это результат в выпуклом анализе. Она показывает, что достаточно хорошие выпуклые функционалы на гильбертовых пространствах дифференцируемы и производная хорошо аппроксимируется так называемой аппроксимацией Иосиды, которая определяется в терминах резольвенты.

## Утверждение теоремы
Пусть {\displaystyle \varphi :H\to \mathbb {R} \cup \{+\infty \}} будет собственным выпуклым полунепрерывным снизу функционалом в гильбертовом пространстве H со значениями в расширенной числовой прямой. Пусть A означает {\displaystyle \partial \varphi }, субдифференциал {\displaystyle \varphi }. Для  {\displaystyle \alpha >0} пусть  {\displaystyle J_{\alpha }} означает резольвенту:
{\displaystyle J_{\alpha }=(\mathrm {id} +\alpha A)^{-1};}
а {\displaystyle A_{\alpha }} означает аппроксимацию Иосиды для A:
{\displaystyle A_{\alpha }={\frac {1}{\alpha }}(\mathrm {id} -J_{\alpha }).}
Для каждого {\displaystyle \alpha >0} и {\displaystyle x\in H} положим
{\displaystyle \varphi _{\alpha }(x)=\inf _{y\in H}{\frac {1}{2\alpha }}\|y-x\|^{2}+\varphi (y).}
Тогда
{\displaystyle \varphi _{\alpha }(x)={\frac {\alpha }{2}}\|A_{\alpha }x\|^{2}+\varphi (J_{\alpha }(x))},
{\displaystyle \varphi _{\alpha }} выпукла и дифференцируема по Фреше с производной {\displaystyle d\varphi +\alpha =A_{\alpha }}. Кроме того, для любого {\displaystyle x\in H}(поточечно), {\displaystyle \varphi _{\alpha }(x)} сходится к {\displaystyle \varphi (x)} при {\displaystyle \alpha \to 0}.